# Hieronymus van Cardia
Hieronymus van Cardia (Oudgrieks:  Ἱερώνυμος ὁ Καρδιανός / Hierōnymos ò Kardianós) was een Grieks generaal en geschiedschrijver. Hij leefde in de tijd van Alexander de Grote.
Na de dood van de koning liet hij zich leiden door het fortuin van zijn vriend en landgenoot Eumenes van Cardia. Zo zou hij in 319 v.Chr. door deze naar Antipater zijn uitgestuurd om over genade voor Eumenes te onderhandelen, maar tevergeefs moet terugkeren omdat Antipater was overleden. Eumenes werd intussen belegerd door Antigonus, waarop Hieronymus optrad als onderhandelaar bij Antigonus en aan Eumenes voorstelde om raadsman van Antigonus te worden, wat Eumenes echter weigerde toe te staan. Hij werd verwond in de slag bij Gabiene (316 v.Chr.) en gevangengenomen door Antigonus, die hem vergaf en aanstelde als hoofdtoezichter van de asfaltbedden in de Dode Zee (waarbij hij evenwel met vijandigheden van Arabische stammen had af te rekenen). In 301 v.Chr. nam hij deel aan de slag bij Ipsos, waarin Antigonus sneuvelde. Hij werd met eenzelfde vriendschappelijkheid bejegend door Antigonus' zoon Demetrius, die hem polemarchos van Thespiae maakte, en door Antigonus Gonatas, aan wiens hof hij stierf op de hoge leeftijd van 104.
Hij schreef een geschiedenis over de Diadochen en hun opvolgers de Epigonen. Dit werk, dat de periode behelsde vanaf de dood van Alexander tot de oorlog met Pyrrhus (323-272 v.Chr.), was een van de hoofdbronnen voor Diodorus Siculus en ook voor Plutarchus' biografie van Pyrrhus.
Hij maakte gebruik van officiële documenten en was zeer rigoureus in zijn onderzoek van de feiten. Zijn simpele stijl viel blijkbaar niet in de smaak bij zijn tijdgenoten, maar moderne historici zijn van mening dat het goed was. In het laatste deel van zijn werk deed hij een prijzenswaardige poging om de Grieken bekend te maken met het karakter en de vroege geschiedenis van de Romeinen. Hij wordt door Pausanias verweten van partijdigheid ten opzichte van alle heersers (in het bijzonder dan Lysimachus), behalve dan Antigonos II Gonatas.
Geen enkel significant deel van zijn werk overleefde het tot het einde van de oudheid. Zoals de nog bekendere Alexandergeschiedenis van Ptolemaeus I, bleef niet één boek, zelfs niet één hoofdstuk over.

## Antieke bronnen
- Diodorus Siculus, Bibliotheca Historica XVIII 42, 44, 50, XIX 109.
- Dionysius van Halicarnassus, Antiquitates Romanae I 6.
- Lucianus, Macrobii 11, 13, 22.
- Pausanias, I 9. 8.
- Plutarchus, Demetrius 39.2, Pyrrhus 17.4, 21.8, 27.4.
- Die Fragmente der griechischen Historiker, nr. 154. (Hieronymus Cardianus)

## Verder lezen
- T.S. Brown, Hieronymus of Cardia, in The American Historical Review 52 (1946), pp. 684–696.
- J. Hornblower, Hieronymus of Cardia, Oxford, 1981.

Voor deze tekst over Hieronymus van Cardia is (o.a.) de 11e editie van de Encyclopædia Britannica (1911: Engelstalige Wikisource) als bron gebruikt. Door tijdverloop bevindt deze editie zich in het publiek domein.